# جورج بيرد غرينليف
جورج بيرد غرينليف (بالإنجليزية: George Bird Grinnell) هو عالم حيوانات ومؤرخ وكاتب وعالم إنسان وصحفي أمريكي، ولد في 20 سبتمبر 1849 في بروكلين في الولايات المتحدة، وتوفي في 11 أبريل 1938 في نيويورك في الولايات المتحدة.